# Synopsia luridaria
Synopsia luridaria är en fjärilsart som beskrevs av Freyer 1845. Synopsia luridaria ingår i släktet Synopsia och familjen mätare. Inga underarter finns listade i Catalogue of Life.